# 17 września 1939 roku
17 września 1939 roku – oświatowy, dokumentalny cykl 3 etiud filmowych z 1994 roku, zrealizowany przez Marka Widarskiego z okazji rocznicy wydarzeń z 17 września 1939 roku, tj. agresji ZSRR na Polskę.

## Treść filmu
W filmie ukazano ataki armii sowieckiej (Armia Czerwona) na Polskę i jej współpracę z Niemcami, polską defensywę, a także przedstawiono sytuację ziem polskich po aneksji przez Związek Socjalistycznych Republik Radzieckich.

## Tytuły poszczególnych etiud
- Stawiam wszystko na jedną kartę
- Pokażę wam nasz teatr
- Na tę łaskę nie zasługujemy

## Informacje dodatkowe
- Konsultantami naukowymi (ds. historii) tego filmu byli: prof. dr hab. Adam Suchoński oraz dr Andrzej Leszek Szcześniak.